# Simmons Bank Arena
La Simmons Bank Arena (anciennement Alltel Arena et Verizon Arena) est une salle omnisports située au bord de la rivière Arkansas à North Little Rock dans l'Arkansas.
Depuis 2000, c'est le domicile des Twisters de l'Arkansas de l'Af2. Les Trojans de l'université de l'Arkansas à Little Rock ont joué leur matchs à domicile dans la salle de 1999 à 2005, ensuite ils ont emménagé dans une nouvelle enceinte, le Jack Stephens Center, se trouvant sur le campus. De 2004 à 2007, ce fut le parquet des RimRockers de l'Arkansas. Les RiverBlades de l'Arkansas, une équipe défunte de hockey sur glace de l'Ligue de hockey de la Côte Est, a également évolué dans cette patinoire. La Verizon Arena a une capacité de 18 000 places pour les rencontres de basket-ball, 17 000 pour le hockey sur glace et 16 000 pour le football américain en salle.

## Histoire
Le 1er août 1995, les électeurs du comté de Pulaski ont approuvé la mise en place d'une taxe dans le but d'ériger une nouvelle salle polyvalente, d'étendre le Statehouse Convention Center de Little Rock et d'effectuer des rénovations au pont Main Street Bridge qui relie Little Rock et North Little Rock. Les 20 millions de dollars de revenus de la taxe sont allés vers l'expansion du Convention Center, le reste étant utilisé pour bâtir l'arène.
Cet argent, combiné avec une contribution de 20 millions de dollars par l'État de l'Arkansas, 17 millions de dollars par des sources privées et 7 millions de dollars par la société Alltel (siège à Little Rock) a permis de financer la construction du bâtiment qui a coûté près de 83 millions de dollars.
Deux emplacements à North Little Rock ont suscité l'intérêt d'élus locaux pour le projet. Le premier était un site commercial de 19,5 acres à l'ouest de l'Interstate 30. Le deuxième était un terrain de 11,6 acres au pied du Broadway Bridge.
Le Pulaski County Multipurpose Civic Center Facilities Board a choisi le plus grand emplacement pour la salle en 1996 et versa 3,7 millions de dollars pour le terrain.
Le deuxième site de 11,6 acres a été choisi plus tard pour un nouveau stade de baseball, le Dickey-Stephens Park, construit pour les Arkansas Travelers. L'équipe est alors passé du vétuste Ray Winder Field âgé de 73 ans à un nouveau domicile de $28 millions à North Little Rock.
En raison de la vente de Alltel à Verizon Wireless pour $28,1 milliards de dollars, la Alltel Arena a été rebaptisée Verizon Arena le 30 juin 2009.
Les droits de dénomination de Verizon expirant en 2019, de nouveaux droits de dénomination pour l'arène ont été achetés par Simmons Bank, basée en Arkansas, dans le cadre d'un accord annoncé le 9 novembre 2018. Le changement de nom est devenu officiel le 3 octobre 2019.

## Événements
- Sun Belt Conference men’s basketball tournament, 2000
- WWE No Mercy, 20 octobre 2002
- SEC Women's Basketball Tournament, 2003, 2006 et 2009
- Arkansas Awana Games, 2006
- SEC Gymnastics Championships, 2007
- Premier et second tours du Championnat NCAA de basket-ball, mars 2008

## Galerie

Ancien logo
Ancien logo